# Sinocyclocheilus macrophthalmus
Sinocyclocheilus macrophthalmus är en fiskart som beskrevs av Zhang och Zhao 2001. Sinocyclocheilus macrophthalmus ingår i släktet Sinocyclocheilus och familjen karpfiskar. Inga underarter finns listade i Catalogue of Life.